# 天主教博馬迪教區
天主教博馬迪教區 （拉丁語：Dioecesis Bomadiensis）是尼日利亞一個羅馬天主教教區，屬貝寧城總教區。
代牧區前身是一個自治傳教區，成立於1991年3月17日。1995年12月15日升為代牧區。2017年9月21日升為教區。
代牧區包括巴耶爾薩州全州，以及河流州和三角州的一部份。2010年有教友27,365人（佔轄區人口1.0%）、十九個堂區、廿二名司鐸。現任教區主教為雅欽多‧奧羅科‧埃格貝博。